# 펜돌리기
펜돌리기(Pen Spinning 펜 스피닝[*])는 손가락을 이용하여 펜을 조종하는 곡예이다.

펜돌리기

 인터넷이 보급된 1990년대 말부터는 애호가 간의 교류가 활발해 함께 엄격한 기술의 정의가 구축되어 현재는 요요와 켄 다마, 저글링과 같은 체계를 가진 놀이의 하나로서 발전을 계속하고 있다.
협의에는 후술하는 「엄지돌리기」 「소닉」등의 개별 기술을 말한다. 또한 광의로는 펜을 손가락으로 연주 등 날리는 것이나 손가락 이외를 사용하는 곡예 동작을 포함하여 펜돌리기이라고 부를 수 있다.

## 이름
국내에서의 "펜돌리기"의 별칭으로는 돌 도구를 명시한 "샤프 돌리기", " 연필 돌리기", "볼펜돌리기"등이 있다. 또한 재수생이 좋고 펜돌리기를 하고 있던 것으로부터 "펜돌리기를 하면 재수 한다 '는 소문이 퍼져, "재수생 돌리기 "라는 멸칭도 존재한다.
영어권에서는 "Pen Spinning (펜 스피닝)"라는 호칭이 가장 일반적이고, 펜돌리기를 하는 사람의 수는 "Pen Spinner (펜 스피너)" 또는 요요 참가자와 마찬가지로 단순히 "Spinner (스피너)"라고 부른다. "Spinner"에 대응하는 적절한 한국어가 존재하지 않기 때문에 이러한 영어 이름은 국내에서도 특히 경기로 펜돌리기에 종사하고 있는 사람을 가리키며 흔히 사용된다.

## 펜을 돌리는 방법
펜돌리기는 크게 다음의 몇 가지 돌리는 방법이 있다.
- 기술의 레퍼토리를 증가 고난도의 기술에 도전
가장 기본적인 조작법.
습득 한 기술의 수와 난이도에 따라 현재 자신의 실력을 알 수 있다.
- 속도와 횟수를 경쟁
"펜돌리기 도장 '등의 고참 웹 사이트를 중심으로 유행 한 돌리는 방법.
있는 기술을 일정 시간 (주로 30 초) 내에 여러 번 할 수 있는지, 혹은 시간 무제한 어디까지 계속 여부를 겨룬다.
이루어 사이트의 대부분은 이미 폐쇄하고 현재는 거의 이루어지지 않고 있다.
- 프리 스타일
여러 기술을 조합하여 공연처럼 구축하는 형태.
펜 스피너 사이에서는 "FS"로 알려진 것이 많다.
단발 기술보다 다채로운 표현이 가능하며, 기술의 순서 (순서)를 스스로 조합 재미도 있기 때문에 현재 펜을 돌리는 방법의 주류를 이루고 있다.

## 도구
펜돌리기는 도구로 펜이 사용된다.
펜은 기본적으로 문구 매장과 편의점 등에서 입수하지만, 상용 펜을 사와서 그대로 돌리는 것 뿐만 아니라 여러 펜의 부품을 결합하여 개조 펜을 만드는 사람도 있다. 특히 최근에는 고성능 개조 펜의 등장으로 이전에는 생각할 수 없었던 고급 트릭과 복잡한 콤보가 가능해지고 있으며, 개조 기술의 진보가 펜돌리기 기술의 발전과 직결되어 있다고도 해도 과언이 아니다.

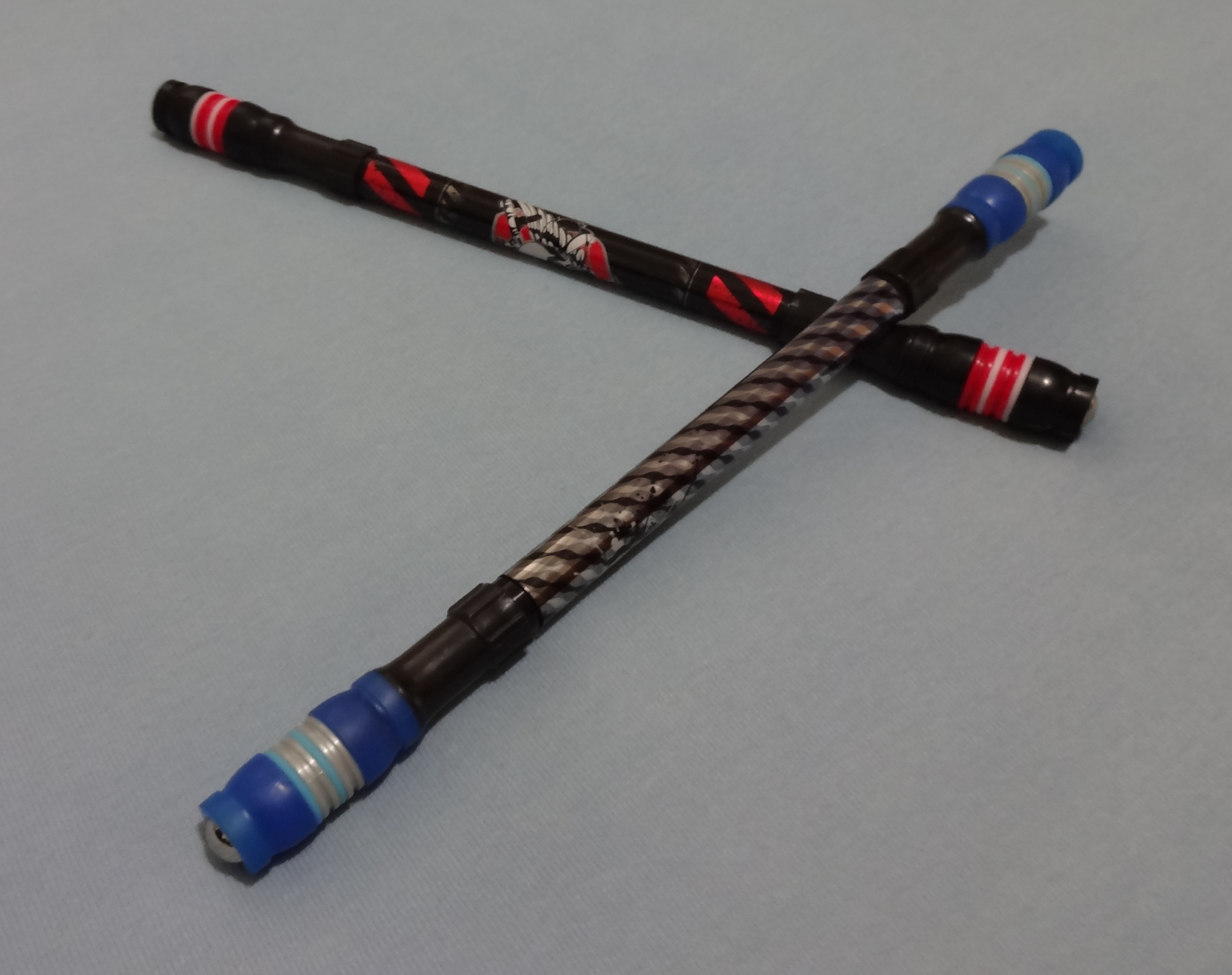
펜돌리기 전용 펜

과거에는 펜돌리기를 위해 펜을 개조하는 행위가 부정적으로 생각되었지만, 해외의 영향을 받은 현재는 용납되고 있다. 2008년에는 다카라 토미에서 길이 19cm의 전용 펜 "PEN'Z GEAR」도 발매되었다. 그러나 거의 독점적으로 자유로운 개조가 인정되고 있는 한국에서도 문구 이외의 재료를 사용한 개조, 과도한 개조 등은 옳지 않은 길로 간주 될 수 있다. 회전 수, 연속 횟수 기록을 낼 경우에는 펜의 길이는 20cm 이내로 정해져 있는 경우가 많다.
또한 과거에 애호가들 사이에서는 기본적으로 '이물질'로 불리는 펜 이외의 것을 돌리는 것이 기피되었다. 이것은 펜돌리기를 다룬 TV 프로그램에서 정작 펜돌리기 기술은 거의 언급하지 않고, 파나 우엉 등을 돌리는 모습만을 재미 반으로 소개 한 것에서 기인한다. 그러나 최근 저글링과 펜돌리기의 융합으로 펜 이외의 물건을 돌리는 동영상도 많이 존재하고 널리 받아들여지고 있다.
이와 같이, "가까이에 있는 막대 모양의 것"을 사용하여 다양한 기술을 적용하며 즐길 수 있는 것이 펜돌리기의 큰 매력 중 하나가 되고 있다.

## 펜돌리기의 기술
펜돌리기에는 100개 이상의 기술이 존재한다고 알려져 있지만, 그 정확한 숫자는 파악되고 있지 않다. 또한 그 파생 기술, 발전 기술을 합치면 엄청난 숫자가 되기 때문에 펜돌리기의 기술의 수에 대해 생각하는 것 자체를 피하는 경향이 있다.

### 대표적인 기술

엄지돌리기 (ThumbAround)

소닉 (Sonic)

펜돌리기의 기술 중에서도 과거부터 존재하던 대표적인 기술은 이름이 붙어 있다.
- 엄지돌리기 (Thumbaround/Thumbspin)
펜으로 글씨를 쓸 때의 상태에서 가운데 손가락으로 펜을 밀어 엄지 주위를 회전시키는 기술.
- 계단 (Sonic)
중지와 약지에 펜을 끼워 장지 등을 통해 회전시키면서 중지와 검지로 옮기는 기술.
기술 이름의 유래는 계단을 오르는 것처럼 움직이는 것에서 나왔다.
- 백 어라운드 (Backaround)
물건을 쓸 때의 상태에서 손목의 스냅으로 펜을 연주 검지 뒤에 시계 방향으로 한 회전 기술.
다른 기술과의 융화성이 높기 때문에 프리스타일에서 많이 사용되는 경향이 있다.
- 인피니티 (Infinity)
펜 끝을 손가락으로 잡은 상태에서 짧은 쪽을 손가락 사이를 빠져 나가게 하도록 움직인다.
기술의 이름은 ∞ ( 무한대 )와 같은 궤도를 그리는 것에서 비롯되었다.
트리플 더블이라는 숫자 증가할수록 이동시키는 손가락의 수가 많아진다.

다음은 펜의 움직임이 특수한 기술을 기술한다.
- 에어리얼 (Aerial)
하나의 기술 명칭이 아닌 펜을 공중에 날리는 기술 전반을 가리킨다. 엄밀히 말하면 공중에서 반 회전 이상하거나 원래 손이 아닌 펜을 잡을 것이다.
이전에는 올바르지 못한 기술이었지만, 현재는 많은 펜 스피너가 자유형에서 사용하고 있다.
움직임이 다른 기술에 비해 매우 큰 것으로, 다음의 기술에 연결하는 것이 어렵기 때문에 자유형 마지막에 들어가는 경우가 많다.

## 같이 보기
- 저글링
- 오른손 법칙